# Margarita Reyes
Margarita Reyes Gutiérrez (Bogotá, 29 de agosto de 1986) es una actriz y modelo colombiana.

## Trayectoria
Margarita Reyes ha participado en grandes telenovelas y series colombianas, como Zona rosa, Todos quieren con Marilyn, Merlina mujer divina, Por amor, Oye bonita y La bella Ceci y el imprudente, entre otras. También ha laborado como modelo. Reyes ha realizado talleres de actuación con Alfonso Ortiz, Alejandra Borrero y el Teatro Nacional.
En 2004, participó en el reality show Protagonistas de novela 3 - El juicio final.
En 2011, la modelo y actriz colombiana aceptó una propuesta de Playboy Venezuela, apareciendo en la portada de la edición de noviembre de la revista erótica más prestigiosa del mundo.

## Filmografía

### Televisión
| Año       | Titulo                              | Personaje                                         |
| --------- | ----------------------------------- | ------------------------------------------------- |
| 2004      | Todos quieren con Marilyn           |                                                   |
| 2006      | Merlina, mujer divina               |                                                   |
| 2006      | Por amor                            | Patricia                                          |
| 2007      | Zona rosa                           | Mariana                                           |
| 2008      | Así es la vida                      | Raquel                                            |
| 2008      | Tu voz estéreo                      | Protagonista                                      |
| 2009      | La bella Ceci y el imprudente       | Patricia Ortiz                                    |
| 2009      | Oye bonita                          | Alexandra                                         |
| 2010      | La diosa coronada                   | Katia                                             |
| 2010-2016 | Mujeres al límite                   | Carolina Osorio / Rebecca Millán / Natalia Guerra |
| 2011      | Los herederos del Monte             | Beatriz Pereira                                   |
| 2012      | Historias clasificadas              | Eliana                                            |
| 2013      | El señor de los cielos              | Rosalba Carrillo                                  |
| 2013      | Tres Caínes                         | Tamara Miravalles                                 |
| 2013      | Mentiras perfectas                  | Carmen Rojas / Diana Ramírez                      |
| 2013      | 5 viudas sueltas                    | Aída Bermejo                                      |
| 2013      | La Madame                           | Edith                                             |
| 2014      | La viuda negra                      | Celia                                             |
| 2015      | ¿Quién mató a Patricia Soler?       | Débora                                            |
| 2015      | Diomedes, el Cacique de La Junta    | Bárbara                                           |
| 2016-2017 | La ley del corazón                  | Edith                                             |
| 2017      | Francisco el matemático: Clase 2017 | Gloria García                                     |
| 2018      | Nadie me quita lo bailao            |                                                   |
| 2019      | La gloria de Lucho                  | Milena "La Guari"                                 |
| 2019      | Al acecho                           | Lucrecia                                          |
| 2019      | El general Naranjo                  | Teniente Jackie Siachoque                         |
| 2019      | El final del paraíso                | Pilar                                             |
| 2019      | La cuadra                           | Dayana                                            |
| 2019      | Enfermeras                          |                                                   |
| 2020      | Amar y vivir                        | Presentadora de noticias                          |
| 2021      | Cómo sobreviví al 2020              | Paula                                             |
| 2021      | Arenas                              |                                                   |
| 2021      | El Cartel de los Sapos: el origen   | Mayerly Salcedo                                   |
| 2022      | Entre sombras                       | Dr. Posada                                        |
| 2023      | El abrazo que no te di              | Flora                                             |
| 2023      | El grito de la mariposas            | Eva Dorado                                        |

### Cine
| Año  | Tìtulo                                 | Personaje      |
| ---- | -------------------------------------- | -------------- |
| 2011 | Mamá tómate la sopa                    |                |
| 2021 | Olor a fama                            | Martha         |
| 2022 | Escándalo Secreto, en plena cuarentena | Dania Mondongo |

### Programas
| Año  | Tìtulo                                      | Rol          |
| ---- | ------------------------------------------- | ------------ |
| 2004 | Protagonistas de novela 3 - El juicio final | Participante |
| 2017 | De fiesta con Danny Marín                   | Invitada     |
| 2023 | Survivor: La isla de los famosos            | Participante |